# Plesanemma
Plesanemma là một chi bướm đêm thuộc họ Geometridae.